# القر (وشحة)

تعديل مصدري - تعديل

القر هي إحدى قرى عزلة ضاعن بمديرية وشحة التابعة لمحافظة حجة، بلغ تعداد سكانها 280 نسمة حسب تعداد اليمن لعام 2004.